# جون ريان
جون ريان (بالإنجليزية: Jon Ryan)‏ (و. 1981  م) هو لاعب كرة قدم أمريكية، ولاعب كرة القدم الكندية، من الولايات المتحدة، ولد في ريجاينا، يلعب كراكل ‏.

## التعليم
تعلم في Sheldon-Williams Collegiate ‏.

## روابط خارجية
- جون ريان على موقع مرجع كرة القدم المحترفة.كوم (الإنجليزية)